# Wolfgang Jacobmeyer
Wolfgang Jacobmeyer (* 27. Juli 1940 in Hannover) ist ein deutscher Historiker und Geschichtsdidaktiker.

## Lebenslauf
Jacobmeyer studierte Geschichte und Deutsch an der Universität Hamburg, der Universität Göttingen und der University of Oxford. Er legte das Erste und das Zweite Staatsexamen für das Lehramt an Gymnasien ab. Mit seiner Dissertation Heimat und Exil. Die Anfänge der polnischen Untergrundbewegung im Zweiten Weltkrieg wurde er 1971 in Bochum promoviert. Seine Habilitation erfolgte 1985 an der Universität Hannover.
Von 1971 bis 1978 war Jacobmeyer wissenschaftlicher Referent am Institut für Zeitgeschichte in München, anschließend bis 1991 stellvertretender Direktor am Georg-Eckert-Institut für internationale Schulbuchforschung in Braunschweig. Von 1991 bis 2005 war er Lehrstuhlinhaber für Neuere und Neueste Geschichte und Didaktik der Geschichte an der Westfälischen Wilhelms-Universität Münster.

## Forschungsschwerpunkte
Jacobmeyer beschäftigt sich insbesondere mit den deutsch-polnischen Beziehungen und Bevölkerungsbewegungen im 20. Jahrhundert. Darüber hinaus liegen seine Forschungsschwerpunkte im Bereich der neuzeitlichen Bildungsgeschichte und der Schulbuchforschung.

## Funktionen und Gremien
Jacobmeyer war viele Jahre Mitglied im wissenschaftlichen Beirat des Georg-Eckert-Instituts für internationale Schulbuchforschung. Des Weiteren arbeitet er im Beirat für Gedenkstättenarbeit des Niedersächsischen Kultusministeriums. Im Rahmen des Schülerwettbewerbs Deutsche Geschichte um den Preis des Bundespräsidenten der Körber-Stiftung betätigt er sich seit vielen Jahren in der Bundesjury. Er ist Vorstandsmitglied des Vereins „Freunde der Studienstiftung des Deutschen Volkes“.

## Schriften (Auswahl)
Monografien
- Heimat und Exil. Die Anfänge der polnischen Untergrundbewegung im Zweiten Weltkrieg, Leibniz-Verlag, Hamburg 1973, ISBN 3-87473-006-9 (zugleich Dissertation, Ruhr-Universität Bochum 1971).
- Vom Zwangsarbeiter zum heimatlosen Ausländer. Die Displaced Persons in Westdeutschland 1945–1951, Vandenhoeck und Ruprecht, Göttingen 1985, ISBN 3-525-35724-9 (zugleich Habilitationsschrift, Universität Hannover 1985).
- Das deutsche Schulgeschichtsbuch 1700–1945. Die erste Epoche seiner Gattungsgeschichte im Spiegel der Vorworte, 3 Bände, Lit, Berlin u. a., 2011, ISBN 978-3-643-11418-1. Band 1, 2, 3.

Herausgeberschaften
- mit Werner Präg: Das Diensttagebuch des deutschen Generalgouverneurs in Polen 1939–1945, Deutsche Verlags-Anstalt, Stuttgart 1975, ISBN 3-421-01700-X.
- Die deutsch-polnischen Schulbuchempfehlungen in der öffentlichen Diskussion der Bundesrepublik Deutschland. Eine Dokumentation, Georg-Eckert-Institut für Internationale Schulbuchforschung, Braunschweig 1979, ISBN 3-88304-226-9.
- mit Imanuel Geiss: Deutsche Politik in Polen 1939–1945. Aus dem Diensttagebuch von Hans Frank, Generalgouverneur in Polen. Leske und Budrich, Opladen 1980, ISBN 3-8100-0296-8.
- Deutschlandbild und deutsche Frage in den historischen, geographischen und sozialwissenschaftlichen Unterrichtswerken der Bundesrepublik Deutschland und der Deutschen Demokratischen Republik von 1949 bis in die 80er Jahre, Georg-Eckert-Institut, Braunschweig 1986, ISBN 3-88304-243-9.
- Die Bundesrepublik Deutschland und die Vereinigten Staaten von Amerika, 5 Teile, Diesterweg, Frankfurt a. M. 1982–1988, ISBN 3-88304-230-7 (u. a.) (= Studien zur internationalen Schulbuchforschung, Bde. 30, 36, 48).
- mit Holger Thünemann: Grundlegung und Ausformung des deutschen Geschichtsunterrichts. Schulische Diskurse zur Didaktik und Historik im 19. Jahrhundert, Lit, Berlin 2018, ISBN 978-3-643-14165-1.

Reihe
- Zeitgeschichte – Zeitverständnis, 21 Bände, Lit, Münster/Berlin 1997–2009.